# Palaeamathes erythrostigma
Palaeamathes erythrostigma är en fjärilsart som beskrevs av Charles Boursin 1954. Palaeamathes erythrostigma ingår i släktet Palaeamathes och familjen nattflyn. Inga underarter finns listade i Catalogue of Life.